# ミリイ・バラキレフ

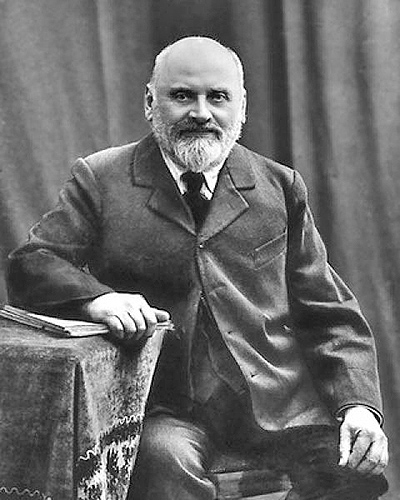
1900年頃のバラキレフ

ミリイ・アレクセーエヴィチ・バラキレフ（ロシア語: Ми́лий Алексе́евич Бала́кирев, ラテン文字転写: Mily Alekseyevich Balakirev  発音, 1837年1月2日 - 1910年5月29日）は、ロシアの作曲家。今日では作品よりも「ロシア五人組」のまとめ役として知られている。

## 略歴
ニジニ・ノヴゴロド出身。少年時代に母親からピアノを習い、続いてジョン・フィールドの弟子アレクサンドル・デュビュークに就いた。さらに作曲家カール・トラウゴット・アイスリッヒの息子でピアニストのカール・アイスリッヒの下で研鑽を積み、彼の紹介で、ロシアにおけるモーツァルトの伝記作家ウーリビチョフから、さまざまな有益な音楽教育を受けた。18歳でサンクトペテルブルクに上京、大学で数学を専攻した後、ウーリビチョフの紹介でミハイル・グリンカの面識を得る。バラキレフを中心にツェーザリ・キュイらが集まって、1862年に無料音楽学校が設立される。1869年にバラキレフは、帝室宮廷礼拝堂の監督と、帝国音楽協会の指揮者に任命される。指導者やロシア音楽のまとめ役としての発言力から、新たな運動の発起人という役割を得た。「五人組」ばかりでなく、チャイコフスキーもいくつかの標題音楽や《マンフレッド交響曲》の作曲に、バラキレフの助言や批評を仰いでいる。
しかし、1870年代からは無料音楽学校の経済的な問題、演奏活動の失敗などから精神的に落ち込み、1874年に無料音楽学校学長を辞任して以降ほとんど創作活動から遠ざかる。生活のためにサンクトペテルブルク・ワルシャワ鉄道で勤務したこともあった。この創作活動の停滞は、結果としてバラキレフの音楽界への影響をほとんど失わせることになってしまった。1881年に無料音楽学校学長に復帰して以降ようやく徐々に創作意欲を取り戻し、未完のまま放置していた2曲の交響曲などの作品を完成させていった。1883年には宮廷聖歌隊の長に任命された。
1910年に死去した時には《ピアノ協奏曲第2番》などの作品が未完のまま残され、私淑していたセルゲイ・リャプノフにより完成された。他の「五人組」の同人と同じく、サンクトペテルブルクのアレクサンドル・ネフスキー大修道院のチフヴィン墓地に埋葬されている。

## 作品
一時的に音楽界から身を退いていたこともあり、残された作品はあまり多くないが、ロシア民謡の要素に基づき、作品は親しみやすい。代表作のピアノ曲「イスラメイ」は、難曲として有名だが、それ以外のピアノ曲は、理想として思い描いていたショパンやシューマン、リストの影響を鮮明に示している。2曲の交響曲を残している。さまざまな音楽理論やドイツ・ロマン派音楽に精通していたことがかえって自発的な創造力を阻害したのか、「五人組」の指導者でありながら、同人のうち最も遅筆で、最初の交響曲は完成まで33年の歳月を要した。作曲の中断や改作も頻繁に繰り返された。
世俗曲と同様に作品数は限られているが、無伴奏（正教会の聖歌は無伴奏声楽が原則である）の正教会聖歌も作曲している。
近年、「ケーネマン出版社」（総代理店はMELBAY）から出版されたバラキレフ・ピアノ作品全集（全5巻）は、内容の良さと破格の安価であったことから予想外の注文が殺到し、一時期入手不可能になるほどのベストセラーとなった。2004年現在は、MELBAYのWEBサイトから入手可能である。

### 作品一覧
- 管弦楽曲・協奏曲
  - 交響曲第1番 ハ長調 (1864-66年、再開1893-97年)
  - 交響曲第2番 ニ短調 (1900-08年)
  - 組曲 ロ短調 (1902-08年、セルゲイ・リャプノフにより完成)
  - 交響詩「タマーラ」 (1867-82年)
  - 交響詩「ルーシ」 （1884年、「3つのロシアの主題による序曲 第2番」の改作）
  - 3つのロシアの主題による序曲 第1番（1858年、1881年改訂）
  - 3つのロシアの主題による序曲 第2番 （1863-64年）
  - チェコの主題による序曲 (1867年)
  - 交響詩「ボヘミアにて」 (1905年、上記の改作)
  - スペインの行進曲の主題による序曲 (1857年)
  - スペイン序曲 (1886年、上記の改作)
  - ピアノ協奏曲第1番嬰ヘ短調 作品1 (1855/56年)
  - ピアノ協奏曲第2番変ホ長調 (1861/62年, 再開1909/10年、セルゲイ・リャプノフにより完成)
  - ピアノと管弦楽のためのロシアの主題による大幻想曲変ニ長調 作品4  (1852年)
- ピアノ曲
  - ピアノソナタ第1番変ロ短調 作品5 (1855/56年)
  - ピアノソナタ第2番変ロ短調 (1900年-1905年)：現在バラキレフのソナタとして有名なもの
  - イスラメイ（東洋風幻想曲）(1869年、改訂1902年)
  - 7つのマズルカ
  - 7つのワルツ
  - 3つの夜想曲
  - 3つのスケルツォ
  - 薗にて(1884年)
  - トッカータ嬰ハ短調(1902年)
- 室内楽曲
  - フルート、オーボエ、ホルン、弦楽四重奏とピアノのための八重奏曲ハ短調 作品3 (1850年-1856年)
  - チェロとピアノのためのロマンス ホ長調（1856年）
- 声楽曲
  - カンタータ「ペテルブルクのグリンカ記念祭に」(1902年-1904年)
  - 民謡編曲
- 正教会聖歌（無伴奏）
  - 諸預言者は預告せり（Свыше пророцы）